# Báo Phú Yên
Báo Phú Yên (tiếng Anh: Phu Yen Newspaper) là một cơ quan báo chí - truyền thông trực thuộc tỉnh ủy Phú Yên.

## Lịch sử phát thanh Phú Yên

### Ngày phát sóng chương trình phát thanh đầu tiên
Đài phát sóng chương trình phát thanh đầu tiên lúc 17h15, ngày 1 tháng 7 năm 1989:636, nhạc hiệu "Đây là Đài Tiếng nói nhân dân Phú Yên, phát thanh từ thị xã Tuy Hòa" phát trên sóng FM tần số 96 MHz, chính thức đánh dấu việc tái lập tỉnh Phú Yên sau 13 năm sáp nhập với tỉnh Khánh Hòa thành tỉnh Phú Khánh.

### Đổi mới chương trình phát thanh và tần số phát sóng
Quá trình xây dựng và trưởng thành, từ phát thanh vài giờ mỗi ngày, đến nay PTP đã phát trên 36 giờ mỗi ngày trên các kênh sóng phát thanh, với nhiều nội dung chương trình phong phú. Tần số FM là 96 MHz.

## Lịch sử truyền hình Phú Yên

### Lịch sử truyền hình từ tháng 7 năm 1989 đến năm 2012
Năm 1989, từ sau khi chính thức đánh dấu việc tái lập tỉnh Phú Yên sau 13 năm sáp nhập tỉnh Khánh Hòa để thành lập tỉnh Phú Khánh, 7 người đầu tiên từ Nha Trang ra Tuy Hòa khi có quyết định thành lập Đài Truyền hình Phú Yên ngày 1 tháng 7 năm 1989 gồm: Tạ Tấn Đông, Trần Ngọc Dân, Nguyễn Tô Hà, Nguyễn Quang Vinh, Lê Ánh Dương, Võ Minh Thùy và một cô làm tạp vụ. Tất cả đều xem địa chỉ 23 Lê Thánh Tôn (vừa là trụ sở của đài, vừa là chỗ ở tạm) như mái nhà chung. Họ đã vượt qua muôn vàn khó khăn, thiếu thốn để kênh sóng PTV chính thức phát đi từ Tuy Hòa không bao lâu sau đó. Đài Truyền hình Phú Yên mở sóng từ đó.
Những thành công tiếp đó của PTV như tiếp sóng, bình luận trực tiếp Cúp bóng đá thế giới, khai thác, biên dịch, chia sẻ bản quyền bộ phim Người giàu cũng khóc cho nhiều Đài Phát thanh - Truyền hình Tỉnh, đặc biệt là làm tốt công tác tuyên truyền dưới sự dẫn dắt của nhà báo Tạ Tấn Đông.
Ngày 22 tháng 8 năm 2001, Thủ tướng Chính phủ đã ra Quyết định về việc thành lập Đài Truyền hình khu vực Phú Yên (sau này là Trung tâm Truyền hình Việt Nam tại Phú Yên (VTV Phú Yên), từ năm 2016 đã sáp nhập với VTV8) trực thuộc Đài Truyền hình Việt Nam. Trong đó có viết:
"Điều 1. ''Thành lập Đài Truyền hình khu vực Phú Yên trực thuộc Đài Truyền hình Việt Nam. Đài Truyền hình khu vực Phú Yên có chức năng sản xuất, phát sóng phục vụ cho các chương trình chung của Đài Truyền hình Việt Nam và sản xuất, phát sóng các chương trình dành cho khu vực gồm các tỉnh: Bình Định, Phú Yên, Khánh Hòa, Bình Thuận, Ninh Thuận, Lâm Đồng.
Điều 2. Chức năng, nhiệm vụ, quyền hạn và tổ chức bộ máy của Đài Truyền hình khu vực Phú Yên do Tổng giám đốc Đài Truyền hình Việt Nam quy định sau khi trao đổi thống nhất ý kiến với Ban Tổ chức - Cán bộ Chính phủ. 
Điều 3. Giải thể Đài Truyền hình Phú Yên và chuyển giao toàn bộ cơ sở vật chất, trang thiết bị kỹ thuật và biên chế của Đài Truyền hình Phú Yên về Đài Truyền hình khu vực Phú Yên trực thuộc Đài Truyền hình Việt Nam."
Theo đó, Đài Truyền hình Phú Yên trở thành Đài Truyền hình Khu vực Phú Yên, có chức năng phát sóng các chương trình dành cho khu vực Nam Trung bộ và trực thuộc Đài Truyền hình Việt Nam. Kể từ đó cho đến năm 2012, Phú Yên không có Đài Truyền hình riêng của tỉnh.

### Lich sử truyền hình từ 2012 đến nay
Ngày 16 tháng 1 năm 2012, Chủ tịch UBND tỉnh Phú Yên Phạm Đình Cự đã ký quyết định về việc thành lập Đài Phát thanh - Truyền hình Phú Yên.
Ngày 19 tháng 7 năm 2013, Đài Phát thanh - Truyền hình Phú Yên đã phát thử sóng truyền hình. Chương trình thử nghiệm (từ 19/07/2013 đến 17h45 ngày 20/08/2013) chú yếu tiếp sóng HTV7 từ 9h00-21h00. Cũng từ đó, Đài Phát thanh - Truyền hình Phú Yên được bổ sung chức năng phát hình trên cơ sở Đài Tiếng nói nhân dân Phú Yên. Lúc 17h45 ngày 20 tháng 8 năm 2013, chương trình truyền hình của PTP bắt đầu phát sóng tạm thời và đến 17h45 ngày 2 tháng 9 năm 2013, chương trình truyền hình của PTP đã phát sóng chính thức.
Từ ngày 23 tháng 6 năm 2025, hợp nhất Đài Phát thanh - Truyền hình Phú Yên và Báo Phú Yên (cũ) thành Báo Phú Yên (mới).

## Nhạc hiệu và lời xướng
Đầu buổi phát sóng mỗi ngày trên kênh phát thanh của Đài đều có phát một đoạn nhạc không lời gọi là "nhạc hiệu" của Đài cùng một câu giới thiệu tên gọi và vị trí của Đài được gọi là "lời xướng" do các phát thanh viên gồm một nam và một nữ lần lượt đọc. Nhạc hiệu của Đài là bài "Bài Ca Phú Yên" của nhạc sỹ Phạm Văn Chừng, được dùng từ khi thành lập Đài cho đến nay.
Đài hiệu từ năm 2013 đến nay.
| “ | Đây là Đài Phát thanh và Truyền hình Phú Yên. Phát thanh từ Thành phố Tuy Hòa. | ” |

## Lãnh đạo
- Giám đốc: Phan Xuân Luật.
- Phó Giám đốc: Phạm Văn Trí (Trí Thanh).

## Các kênh

### Phát thanh
- Chương trình phát thanh tổng hợp của đài trên sóng FM tần số 96 MHz.[4]

### Truyền hình
- Kênh PTP (phát sóng ngày 2 tháng 9 năm 2013): phát trên các hệ thống truyền hình trả tiền: MyTV, Truyền hình FPT, SCTV cáp Analog tại tỉnh Phú Yên, SCTV cáp số, SCTV cáp DVB-T2C. Phát miễn phí trên các hạ tầng: truyền hình số mặt đất VTV tại Phú Yên, vệ tinh VTC, OTT: FPT Play, Clip TV, MyTV và phát trực tuyến trên website: http://ptpphuyen.vn

## Thời lượng phát sóng
Chương trình phát thanh của Đài phát sóng hàng ngày trên kênh sóng FM 96 MHz, từ 05h15 đến 24h00 hàng ngày (18h45/24h).
Chương trình truyền hình của Đài phát sóng hàng ngày trên kênh từ 06h00 - 24h00 (18/24h).